# Ticino Unihockey
| Ticino unihockey                                           |                         |
|                                                            |                         |
|                                                            |                         |
| Fondazione                                                 | 27.03.2006              |
| Campo                                                      | Arti & Mestieri         |
| Colori                                                     | Rosso Blu               |
| Lega                                                       | Campionato svizzero LNB |
| Presidente                                                 | Massimo Dalessi         |
| C. Tecnico                                                 | Tiziano Gianini         |
|                                                            |                         |
| Contatto                                                   |                         |
| Ticino Unihockey Casella Postale 2751 CH - 6501 Bellinzona |                         |

Il Ticino Unihockey è una società sportiva che pratica unihockey (o floorball) a livello svizzero (Federazione Svizzera Unihockey). È stato fondato il 27 marzo 2006.
Attualmente (dati agosto 2025) la società comprende 16 squadre, 1 attivi (LNB), 15 juniores (U21B, U18B, U16A, U16C, U14B, U14B in collaborazione con Sum Mendrisiotto, Juniori C, 2x Juniori D, 3x Juniori E, 3x Juniori F), una sezione Kids e una squadra Seniores, per un totale di ca. 250 giocatori, circa 30 allenatori e oltre 50 collaboratori.
Nella stagione 2011/12, grazie al secondo posto ottenuto in classifica e alle successive vittorie nei Play-Off, il Ticino UH ha raggiunto la Lega Nazionale B (LNB), a suo tempo, una prima assoluta per il Cantone in un campionato di Lega Nazionale su Campo Grande. Gli anni seguenti è sempre riuscita a confermare il suo posto in Lega Nazionale.
Il 23 marzo 2016, il Ticino Unihockey ha festeggiato il suo 10º anniversario.
Nella stagione 2016-17, la prima squadra ha raggiunto - per la prima volta nella storia cantonale - i Play-Off di Lega Nazionale.
Nella stagione 2018-19, la prima squadra ha raggiunto la posizione più alta (record cantonale a livello maschile): 4º posto in campionato (LNB) e semifinale (sconfitta 3-0 contro Basel Regio), dopo aver sconfitto 3-2 il Davos nei quarti di finale.
Nella stagione 2024-25, dopo aver eliminato il Friborgo nei quarti di finale e i Pfannenstiel Egg in semifinale, per la prima volta nella storia, il Ticino Unihockey disputa lo spareggio per la promozione in Lidl Prime League.

## Missione
Tra gli obiettivi della società vi sono:
- Rappresentare una piattaforma ideale per gli sportivi appassionati di unihockey desiderosi di praticare questa disciplina sportiva
- Offrire agli elementi più talentuosi del cantone Ticino le condizioni idonee per evolvere sportivamente e raggiungere obiettivi ambiziosi di carattere nazionale.
- La promozione del settore giovanile
- La collaborazione attiva con le altre società rappresentanti le realtà locali

L'obiettivo finale è che tutte le società del cantone possano identificarsi in una società d'élite che possa permettere ai talenti del cantone Ticino di poter praticare la disciplina dell'unihockey ai massimi livelli.

## Comitato
Presidente: Massimo Dalessi
Commissario Tecnico: Tiziano Gianini
Comunicazione: Lisa Quarenghi
Resp. Finanze: Sacha Bottoli
Logistica: Antonio Bolla
Sponsoring: Alan Bottoli
Eventi: Aline Bergomi
Risorse Umane: Paola Gervasoni
Collaboratori Comitato
Collaboratori Comitato
Segretaria: Cristina Rossi
Comunicazione: Manuel Arrigo, Carlo Reguzzi

## Squadre, stagione 2025/26
Per la stagione corrente le squadre iscritte al campionato svizzero sono le seguenti:
- Lega Nazionale B
- Juniores U21B Campo Grande
- Juniores U18B Campo Grande
- Juniores U16A Campo Grande
- Juniores U16C Campo Grande
- Juniores U14B Campo Grande
- Juniores U14B Campo Grande (iscritta sotto SUM Mendrisiotto)
- Juniores C Campo Piccolo
- 2 squadre Juniores D Campo Piccolo
- 3 squadre Juniores E Campo Piccolo (Kids) (1)
- 3 squadre Juniores F Campo Piccolo (Kids) (1)
- Seniores (1)

(1) Le squadre Kids e Seniores non sono iscritte al campionato svizzero.

## Rosa Ticino Unihockey (LNB), stagione 2025/26
Staff Tecnico:
Luca Tomatis (Head Coach), Michel Masa (Assistant Coach), Luca Giammalva (Team Manager), Gabriele Sonvico (Fisio)
Portieri:
Andrin Betichnger, Diego Delmenico, Joonas Kaltiainen (FIN)
Difensori:
Massimo Bazzurri, Kevin Bizzozero, Aramis Bötschi, Mattia Gadoni, Mattia Gazzaniga, Nathan Regazzi
Attaccanti:
Indi Andreetta, Andrea Bazzuri, Zeno Boscolo, Rocco Canevascini, Edoardo Ciapini, Matteo Gervasoni, Davide Giordani, Elmo Lavonen (FIN), Demis Monighetti, Mauro Ochsner, Jonathan Surakka (FIN), Mattia Tomatis, Alessandro Tomatis

## Albo d'oro Prima Squadra
| Stagione  | Lega             | Allenatore                                                                       | Assistenti                                               | Capitano            | Stranieri | Posizione                      | Play Off/Out                                                            | Coppa                                   | Note a livello societario |
| --------- | ---------------- | -------------------------------------------------------------------------------- | -------------------------------------------------------- | ------------------- | --- | ------------------------------ | ----------------------------------------------------------------------- | --------------------------------------- | --- |
| 2025-2026 | Lega Nazionale B | Luca Tomatis                                                                     | Michel Masa                                              | Demis Monighetti    | Joonas Kaltiainen (FIN) Jonathan Surakka (FIN)                                                                           |                                |                                                                         |                                         | - Luca Tomatis alla sua decima stagione consecutiva come allenatore |
| 2024-2025 | Lega Nazionale B | Luca Tomatis                                                                     | Michel Masa                                              | Demis Monighetti    | Anton Dahlström (SWE) Roope Kainulainen (FIN) Jonathan Surakka (FIN)                                                     | 5º posto 35 punti              | Play-Off 1/4 Floorball Fribourg 3-1 1/2 Pfännistiel 3-0 Finale WaSa 1-4 | 1/16 Kloten-Dietlikon Jets 4-9          | - Play-Off LNB - Mantenuto posto in LNB - Prima storica finale per l'ascesa in L-UPL (LNA) - U16B promossi nella categoria U16A - U18C promossa a tavolino nella categoria U18B - Matteo Gervasoni disputa i Mondiali U19 a Zurigo e fa parte dell'All-Stars Team del torneo - Marco Pancera, socio fondatore, lascia il comitato dopo 18 anni di attività. |
| 2023-2024 | Lega Nazionale B | Luca Tomatis                                                                     | Michel Masa                                              | Demis Monighetti    | Roope Kainulainen (FIN) Tatu Kiipeli (FIN)                                                                               | 6º posto 30 punti              | Play-Off 1/4 Thun 0-3                                                   | 1/64 Floorball Uri 4-9                  | - Play-Off LNB - Mantenuto posto in LNB - Matteo Gervasoni è convocato con la Nazionale Svizzera U19 |
| 2022-2023 | Lega Nazionale B | Luca Tomatis                                                                     | Michel Masa                                              | Demis Monighetti    | Roope Kainulainen (FIN) Tatu Kiipeli (FIN) Tino Nivala (FIN)                                                             | 7º posto 32 punti              | Play-Off 1/4 Ad Astra Sarnen 2-3                                        | 1/64 Eagles UHC-Aigle 7-8               | - Play-Off LNB - Mantenuto posto in LNB - Mattia Gadoni a fine stagione firma un contratto in LNA (UHC Waldkirch-St.Gallen) - Matteo Gervasoni è convocato con la Nazionale Svizzera U17 - Luca Tomatis, assistente allenatore di Simon Meier, vince la medaglie d'argento ai mondiali U19 (Danimarca)                                                      |
| 2021-2022 | Lega Nazionale B | Luca Tomatis                                                                     | Michel Masa                                              | Demis Monighetti    | Mika Heiskanen (FIN) Roope Kainulainen (FIN) Antti Suorainiemi (FIN)                                                     | 5º posto 37 punti              | Play-Off 1/4 Verbano 3-1 1/2 Thurgau 1-3                                | 1/16 Pfannenstiel Egg 5-6               | - Play-Off LNB - Mantenuto posto in LNB Prima storica vittoria in una partita di semifinale Play-off. - Pablo Mariotti è capocannoniere del campionato di LNB con 74 punti - Pablo Mariotti a fine stagione firma un contratto in LNA (UHC Waldkirch-St.Gallen)                                                                                             |
| 2020-2021 | Lega Nazionale B | Luca Tomatis                                                                     | Michele Pancera                                          | Demis Monighetti    | Rautiainen Juha (FIN) Iiro Kinnunen (FIN)                                                                                | 6º posto 1.6 punti / partita * | -                                                                       | 1/64 Glattal Falcons 2-5                | - Mantenuto posto in LNB - Nadyr Monighetti a fine stagione firma un contratto in LNA (Chur Unihockey) - Pablo Mariotti è convocato con la Nazionale svizzera U19 - (*) Campionato di LNB annullato causa Covid-19 |
| 2019-2020 | Lega Nazionale B | Luca Tomatis                                                                     | Michel Masa Matteo Sartori                               | Roberto Valsesia    | Tatu Kiipeli (FIN) Jarkko Aavaharju (FIN) Andrè Landin (SWE)                                                             | 5º posto 32 punti              | Play-Off 1/4 vs Fribourg 3-2 1/2 vs Thurgau 2-0 *                       | 1/64 Bern Capitals 2-7                  | - Play-Off LNB - Mantenuto posto in LNB - (*) Campionato di LNB annullato causa Covid-19 |
| 2018-19   | Lega Nazionale B | Luca Tomatis                                                                     | Michel Masa                                              | Roberto Valsesia    | Joakim Fors (SWE) Rautiainen Juha (FIN) Jakub Sarka (CZE) Rautiainen Toumas (FIN) con licenza B (SUM Mendrisiotto)       | 4º posto 39 punti              | Play-Off 1/4 vs Davos 3-2 1/2 vs Basel 0-3                              | 1/16 UHC Thun 4-10                      | - Play-Off LNB - Mantenuto posto in LNB - Pablo Mariotti è convocato con la Nazionale svizzera U17 |
| 2017-18   | Lega Nazionale B | Luca Tomatis                                                                     | Michel Masa                                              | Roberto Valsesia    | Michael Karlsson (SWE) Albin Thurén (SWE) Matti Vapaniemi (FIN) Jakub Karlsson (SWE/LET) con licenza B (SU Mendrisiotto) | 10º posto 23 punti             | Play-Out vs Altendorf 3-1                                               | 1/16 Zug United (LNA) 2-6               | - Mantenuto posto in LNB - U21C promossi nella categoria U21B |
| 2016-17   | Lega Nazionale B | Luca Tomatis                                                                     | Bruno Lanini                                             | Dario Biffi         | Fredrik Gustavsson (SWE) Michael Karlsson (SWE) Matti Vapaniemi (FIN)                                                    | 8º posto 24 punti              | Play-Off 1/4 vs Zug United 0-3                                          | 1/16 Lions Konolfingen (I Lega) 7-8 ds  | - Play-Off LNB - Mantenuto posto in LNB - Nadir Monighetti è convocato con la Nazionale Svizzera U17 |
| 2015-16   | Lega Nazionale B | Joel Heine Raffael Egloff (ad interhim dal 14.10.15) Luca Tomatis (dal 16.12.15) | Bruno Lanini                                             | Michel Masa         | Alexander Andersson (SWE) Kalle Brännberg (SWE) Jakob Dahlén (SWE)                                                       | 12º posto 6 punti              | Play-Out vs Zürisee 3-1                                                 | 1/32 SV Waldenburg Eagles (I Lega) 8-10 | - Mantenuto posto in LNB |
| 2014-15   | Lega Nazionale B | Jimmy Lagerkvist Raffael Egloff (dal 23.02.15)                                   | Luca Allevi Alessandro Barbaro (dal 23.02.15)            | Alessandro Barbaro  | Oliver Johansson (SWE) Jimmy Lagerkvist (SWE)                                                                            | 7º posto 25 punti              | Play-Out vs Langenthal 1-3 vs Vipers Inn. 3-1                           | 1/16 Lions Konolfingen (I Lega) 1-3     | - Mantenuto posto in LNB |
| 2013-14   | Lega Nazionale B | Gian Luca Prato Raffael Egloff (dal 06.01.14)                                    | Omar Galli e Luca Tomatis Solo Omar Galli (dal 06.01.14) | Michel Masa         | Viktor Gustavsson (SWE) Alexander Salomonsson (SWE) Carl Gustav Widerström (SWE) Mazda Shiasi Arani (SWE)                | 7º posto 21 punti              | Play-Out vs Davos 3-2                                                   | 1/16 March Altendorf (I Lega) 3-8       | - Mantenuto posto in LNB - U21D promossi nella categoria U21C |
| 2012-13   | Lega Nazionale B | Gian Luca Prato                                                                  | Eros Bonetti Alex Manighetti                             | Aldo Mignola        | Sebastian Grinder (SWE) Joakim Larsson (SWE)                                                                             | 7º posto 25 punti              | Play-Out vs March Altendorf 3-0                                         | 1/32 Hornets Worblental (I Lega) 2-3    | - Mantenuto posto in LNB |
| 2011-12   | Lega Nazionale B | Max Barbieri Raffael Egloff (dal 06.08.11)                                       | Alessandro Lava Luca Tomatis                             | Gianluca Prato      | Wiktor Blad (SWE) Antti Naskali (FIN) Niklas Paulsson (SWE)                                                              | 7º posto 24 punti              | Play-Out vs Lok Reinach 3-0                                             | 1/64 Verbano UH (II Lega) 3-7           | - Mantenuto posto in LNB |
| 2010-11   | I Lega CG, gr. 2 | Max Barbieri                                                                     | Raffael Egloff Gianluca Prato                            | Giorgio Maffioletti | Frederik Elliot (SWE) Jimmy Lagerkvist (SWE)                                                                             | 2º posto 39 punti              | Play-Off vs UH Fribourg 2-0 vs Bern Capital 2-0                         | 1/16 Waldkirch S.Gallen (LNA) 2-3       | - Promozione in LNB - U18C promossi nella categoria U18B |
| 2009-10   | I Lega CG, gr. 2 | Floriano Cippà Max Barbieri (dal 26.11.09)                                       | Max Barbieri (poi Raffael Egloff e Gian Luca Prato)      | Alessandro Lava     | Kalle Brännberg (SWE) | 3º posto 38 punti              |                                                                         | 1/16 Waldkirch S.Gallen (LNA) 4-5       | - U21D promossi nella categoria U21C |
| 2008-09   | I Lega CG, gr. 2 | Luca Tomatis                                                                     |                                                          | Gian Luca Prato     | | 4º posto 22 punti              |                                                                         | 1/16 UHC Thun (LNB) 2-4                 | |
| 2007-08   | I Lega CG, gr. 3 | Luca Tomatis Michele Pancera (dal 15.10.07)                                      |                                                          | Raffael Egloff      | | 2º posto 33 punti              |                                                                         | 1/16 Waldkirch S.Gallen (LNB) 1-11      | |
| 2006-07   | I Lega CG, gr. 3 | Luca Tomatis                                                                     |                                                          | Raffael Egloff      | | 2º posto 42 punti              |                                                                         | 1/32 Grünenmatt (LNB) 1-11              | |

## Maglie ritirate
Ad oggi, il Club ha ritirato due numeri di maglia: 14 e 25.
| #  | Giocatore      | Data ritiro |
| -- | -------------- | ----------- |
| 25 | Raffael Egloff | 16.03.2013  |
| 14 | Michel Masa    | 15.04.2016  |